# Svårt att vara gud
Svårt att vara gud ("Трудно быть богом") är en rysk science fiction-film, regisserad av filmskaparen Aleksey German. Filmer bygger på Arkadij och Boris Strugatskij roman Svårt att vara gud (Трудно быть богом, 1964).

## Handling
Människor skickas från Jorden i hemlighet som observatörer till en främmande planet, som också bebos av människor, men som befinner sig på en nivå som ungefär motsvarar medeltiden.
Jordlingarna är lika mäktiga som gudar jämfört med planetens invånare. Men de är strängt förbjudna att använda sin överlägsna teknologi eller kunskaper. Observatören Anton (förklädd till ädlingen Rumata från Arkanar) ingriper i den historiska utvecklingen – med fasansfulla konsekvenser.

## Om filmproduktionen
Inspelningarna började år 2000 och avslutades 2006.

## Rollista (i urval)
- Leonid Yarmolnik – Don Rumata
- Dmitri Vladimirov
- Laura Pitskhelauri
- Aleksandr Ilyin – Arata
- Yuri Tsurilo – Don Pampa
- Yevgeni Gerchakov – Budakh
- Aleksandr Chutko – Don Reba
- Oleg Botin – Bucher
- Pyotr Merkuryev